# Керен Кларк (синхронна Плавчиня)
Керен Кларк (англ. Karen Clark, 9 квітня 1972) — канадська синхронна плавчиня.
Призерка Олімпійських Ігор 1996 року.
Призерка Чемпіонату світу з водних видів спорту 1991, 1994 років.
Призерка Панамериканських ігор 1995 року.